# 홀마르 외른 에이욜프손
홀마르 외른 에이욜프손(아이슬란드어: Hólmar Örn Eyjólfsson, 1990년 8월 6일 ~ )은 아이슬란드의 축구 선수로, 현재 발루르에서 센터백으로 뛰고 있으며 아이슬란드 국가대표팀 선수이기도 하다. 그는 전 아이슬란드 국가대표이자 감독인 에이욜푸르 스베리르손의 아들이다.

## 구단 경력

### 웨스트햄 유나이티드
에이욜프손은 2008년 7월 6일, 아이슬란드 클럽 HK에서 프리미어리그 팀 웨스트햄 유나이티드로 이적했다. 그는 이전에 이 클럽에서 입단 평가를 위해 팀에 합류한 바 있다.
부상으로 기회를 놓친 후, 그는 웨스트햄의 프리시즌 친선 경기에서 출전했다. 프리시즌 경기에서의 활약은 호평을 받았으며, 클럽 공식 홈페이지에 따르면 "이 아이슬란드 선수는 훌륭한 경기를 펼쳤고 상대 팀 공격수들과의 경기에서 단 한 번도 문제에 빠지지 않았다"고 전했다. 2008-09년 시즌 동안 에이욜프손은 1군 경기에는 단 한 경기도 출전하지 못했으며, 대부분 클럽의 2군 경기에서 뛰었다.
2009-10년 시즌 동안 두 차례 임대로 다른 팀에 나갔음에도 불구하고, 그는 웨스트햄 2군 경기에서 다섯 차례 출전했고 한때 주장직을 맡았다. 2009-10년 시즌 종료 후 그는 다시 2군 경기에 참여했지만, 2010-11년 시즌 동안 부상을 당했다. 2011년 4월 16일, 그는 1군 경기에 출전하지 못한 채 계약 만료로 웨스트햄을 떠날 뜻을 밝혔다. 5월 17일, 클럽이 계약을 갱신하지 않으면서 그의 이적이 확정되었다. 에이욜프손은 이후 웨스트햄에서의 시간에 대해 "영국에서는 시야가 부족했고, 웨스트햄에서 원하는 만큼 경기를 뛸 수 없었으며, 특히 내 나이에는 더 발전할 기회를 갖는 것이 중요했다"고 말했다.

### VfL 보훔
에이욜프손은 2011년 6월 27일, 독일 2. 분데스리가 팀 VfL 보훔과 3년 계약을 체결하며 2014년까지 소속될 예정이었다. 클럽 합류 당시, 클럽 스포츠 디렉터 옌스 토트는 그의 이적에 대해 홀마르는 아버지처럼 독일에서 성공하고자 하는 강인한 팀 플레이어라고 언급했다. 그는 나중에 아버지가 독일로 이적하라고 조언했다며 여기서는 축구가 매우 진지하게 플레이된다고 전했다.
그러나 클럽 합류 몇 주 만에 에이욜프손은 부상을 당했고, 수술 후 두 달 동안 경기에 나서지 못했다. 9월 말 부상에서 복귀한 뒤, 그는 다음 두 달 동안 교체 명단에 머물며 2군 경기에서는 단 세 차례만 출전했다. 에이욜프손은 12월 4일, 에르츠게비르게 아우에와의 경기에서 마르셀 말트리츠를 대신해 늦게 교체 출전하며 보훔 데뷔 전을 치렀다. 그의 다음 출전은 2월 5일, 한자 로스토크와의 경기로, 이 경기에서 처음 선발로 출전하며 니콜로즈 겔라슈빌리의 결승골을 어시스트해 팀의 2–1 승리를 이끌었다. 부상 복귀 이후 교체 선수로 출발했던 에이욜프손은 2011-12년 시즌 나머지 기간 동안 몇 차례 1군 경기에 출전했다. 2011-12년 시즌 종료 시점까지 그는 모든 대회 통틀어 11경기에 출전했다.

### 로센보르그
2014년 8월 11일, 에이욜프손은 노르웨이 클럽 로센보르그와 1년 계약을 체결했으며, 2년 연장 옵션을 포함했다. 그는 이전에 스웨덴 클럽 헬싱보리로 이적 가능성이 거론되었으나, 로센보르그에서 의료 검진을 받은 뒤 합류했다.

### 마카비 하이파
에이욜프손은 2016년 12월 23일, 리갓 하알 팀 마카비 하이파와 4년 반 계약을 체결했다. 클럽 합류 당시, 그는 동료 아이슬란드 선수 비다르 외른 키아르탄손과 함께했으며, 비다르는 마카비 텔아비브 소속이었다. 에이욜프손은 클럽에서 등번호 15번을 부여받았다.

## 국가대표팀 경력
에이욜프손은 2012년 5월, 스웨덴과의 친선 경기에서 아이슬란드 국가대표팀에 처음으로 부름을 받았다. 곧이어 2012년 5월 30일, 카우리 아우르드나손을 대신해 83분에 교체로 출전하며 성인 국가대표팀 데뷔 전을 치렀으나, 팀은 3–2로 패했다. 이후 그는 2년 동안 3차례 교체 명단에 이름을 올렸지만 출전하지 못했다. 1년 간 국가대표팀에 불참한 후, 에이욜프손은 2014년 11월 10일, 부상당한 아우르드나손을 대신해 국가대표팀에 다시 부름을 받았다. 이틀 뒤인 11월 12일, 그는 2년 만에 벨기에와의 경기에서 84분 교체 출전하며 국가대표팀 경기에 나섰으나 3–1로 패했다.
그 후 거의 11개월 만인 2015년 10월 2일, 에이욜프손은 다시 국가대표팀에 부름을 받았다. 한 달 뒤인 11월 13일, 그는 폴란드와의 경기에서 처음으로 선발 출전했지만 팀은 4–2로 패했다. 2016년 5월, 에이욜프손은 유럽 축구 선수권 대회 UEFA 유로 2016 국가대표팀에 부름을 받았으나, 최종 명단에는 포함되지 않고 대기 선수로 남았다. 그는 최종 명단 제외에 대해 실망감을 표했고, 당시 로센보르그 감독 코레 잉에브리츠센도 이에 동의했다. 대회 이후, 에이욜프손은 2016년 11월 15일, 몰타와의 경기에서 선발 출전하며 80분을 뛰고 교체되면서 아이슬란드 국가대표팀 복귀 전을 치렀다. 10개월 동안 국가대표팀 경기에 출전하지 않은 후, 그는 2018년 1월 11일, 인도네시아와의 경기에서 선발 출전하며 첫 골을 기록했고, 팀은 6–0으로 승리했다. 2018년 5월, 그는 러시아에서 열린 FIFA 월드컵 국가대표팀 23인 명단에 이름을 올렸으나, 대회 경기에서는 출전하지 못했고 아이슬란드는 조별 리그에서 탈락했다.
대회 이후, 에이욜프손은 그해 말까지 프랑스와 스위스를 상대로 선발 출전하며 국가대표팀에서 두 차례 모습을 보였다. 1년 공백 이후 그는 2019년 11월 9일, 아이슬란드 국가대표팀에 소집되었으나 두 경기 모두 교체 출전 없이 벤치에 머물렀다. 그러다 2020년 1월 16일에야 1년 만에 캐나다와의 경기에서 국가대표팀에 다시 출전하여 자신의 두 번째 골을 기록하며 1–0 승리를 이끌었다. 이후 그는 그해 말까지 다섯 차례 더 출전했고, 그중 세 경기에 선발로 나섰다.